# Circonscription de Guguma
La circonscription de Guguma est une des 121 circonscriptions législatives de l'État fédéré des nations, nationalités et peuples du Sud, elle se situe dans la Zone Sidama. Son représentant actuel est Duguna Dukamo Deke.